# Zerzura

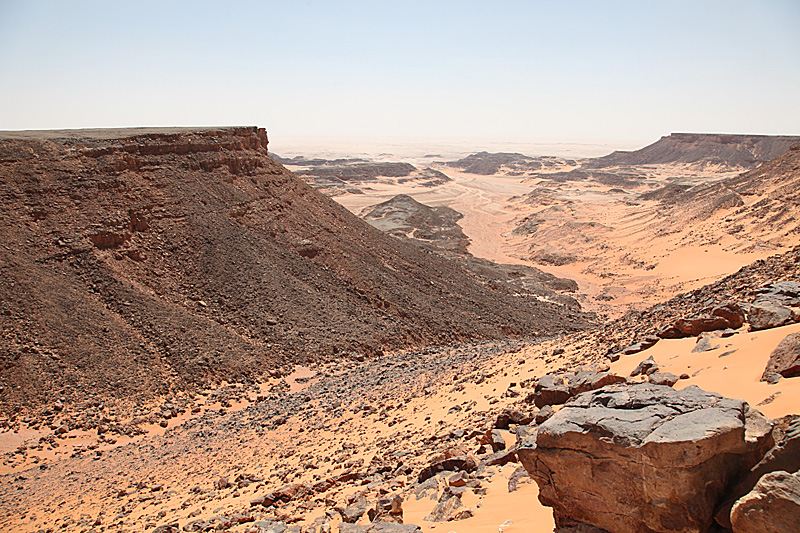
Une vue de la vallée où, selon László Almásy, se serait trouvée l'oasis Zerzura

Zerzura (en arabe : زرزورة) est une ville ou oasis mythique.
Selon la rumeur, Zerzura a existé dans le désert à l'ouest du Nil en Égypte ou Libye. Dans Kitab al Kanuz, un manuscrit arabe datant du XIIIe siècle ou du XVe siècle les auteurs inconnus décrivent une cité qu'ils nomment L'oasis des petits oiseaux. Un roi et une reine endormis auprès d'un trésor sont gardés par des géants noirs qui empêchent quiconque d'entrer ou de sortir du site. Il convient de tenir compte de la part de légendes répandues par des tribus noires Tebu qui nomadisent dans le Tchad et en Libye et dont les ancêtres effectuaient des razzias dans les oasis du Sahara.
Plus récemment, des explorations européennes ont recherché Zerzura dans le désert, mais sans aucun succès. Au XXe siècle, le britannique Ralph Bagnold et le hongrois László Almásy ont conduit une expédition en 1929-1930 dans une Ford T. En 1932, Almásy et Patrick Clayton découvrirent au cours d'une reconnaissance aérienne deux vallées dans le Gilf al-Kabir. En 1933, Almásy y trouva un troisième oued : celui de Karkur Tahl, qu'il considéra comme pouvant avoir été Zerzura, mais de son côté, Bagnold estimait que Zerzura et le « Sahara vert » ne sont que de simples légendes.
En 1930, un « club Zerzura » fut créé regroupant Almásy, Bagnold, Clayton et d'autres explorateurs. Ils devinrent amis, mais la Seconde Guerre mondiale les sépara : les britanniques servirent comme officiers dans les forces anglaises, tandis qu'Almásy s'engagea dans l'Afrika Korps.